# Gabara nivealis
Gabara nivealis är en fjärilsart som beskrevs av Smith 1903. Gabara nivealis ingår i släktet Gabara och familjen nattflyn. Inga underarter finns listade i Catalogue of Life.